# 沖縄健康バイオテクノロジー研究開発センター
沖縄健康バイオテクノロジー研究開発センター（おきなわけんこうバイオテクノロジーけんきゅうかいはつセンター、英称：Okinawa Health Biotechology Research & Development Center）は、沖縄県が沖縄県うるま市に設置している、沖縄県のバイオベンチャー等のインキュベート施設である。2003年（平成15年）8月に開設。沖縄県内でバイオセンターと略されることも多い。
近辺には沖縄県の試験研究機関である沖縄県工業技術センターや第三セクターの研究機関である株式会社トロピカルテクノセンター、沖縄科学技術大学院大学の開学に向けた先行的な研究開発が行われている沖縄科学技術研究交流センターが設置されており、バイオ関連の研究施設が集積している。
さらに、IT関連の支援施設である沖縄IT津梁パークも近接して設置される予定であり、バイオインフォマティクスの活性化の面でもバイオ研究の加速が期待できる機関である。
沖縄自由貿易地域も近接しており、同地区における企業立地については、様々な優遇措置や支援策を受けることが可能である。

## 所在地
沖縄県うるま市字州崎12番75